# Victor Lardent
Victor Lardent, född 1905, död 1968, var en brittisk reklamdesigner och tecknare, verksam vid dagstidningen The Times i London. 1932 skapade Lardent typsnittet Times New Roman, under ledning av Stanley Morrison.